# هيرب كيلي
هيرب كيلي (بالإنجليزية: Herb Kelly)‏ هو لاعب كرة قاعدة أمريكي، ولد في 4 يونيو 1892 في موبيل في الولايات المتحدة، وتوفي في 18 مايو 1973 في توررانسي في الولايات المتحدة.

## وصلات خارجية
- هيرب كيلي على موقعبيزبول رفرنس.كوم (الدوري الرئيسي) (الإنجليزية)
- هيرب كيلي على موقعبيزبول رفرنس.كوم (الدوري الثانوي) (الإنجليزية)